# أغسطس هوكينز
أغسطس هوكينز (بالإنجليزية: Augustus F. Hawkins)‏ هو سياسي أمريكي، ولد في 31 أغسطس 1907 في شريفبورت في الولايات المتحدة، وتوفي في 10 نوفمبر 2007 في بيثيسدا في الولايات المتحدة. نشط حزبياً في الحزب الديمقراطي. وقد انتخب عضو مجلس النواب الأمريكي عن دائرة California's 29th congressional district ‏ (3 يناير 1975 – 3 يناير 1991) وانتخب عضو جمعية ولاية كاليفورنيا (1935 – 1963) وانتخب عضو مجلس النواب الأمريكي عن دائرة California's 21st congressional district ‏ (3 يناير 1963 – 3 يناير 1975).

## وصلات خارجية
- أغسطس هوكينز على موقع إن إن دي بي (الإنجليزية)